# Pierre Menanteau
Pour les articles homonymes, voir Menanteau.
Pierre Menanteau, né au Boupère (Vendée) le 22 décembre 1895 et mort à Versailles le 7 avril 1992, est un poète français.

## Biographie
Son père étant instituteur, Pierre Menanteau suit sa famille à Dompierre-sur-Yon, près de La Roche-sur-Yon. Enseignant lui-même, il est directeur de l’École normale d’instituteurs d’Évreux, puis inspecteur d’Académie à Paris.
Il est auteur de contes, d'anthologies et de florilèges. Il est aussi critique littéraire, membre du jury du Prix Jeunesse et peintre. Il entretient une correspondance avec des hommes de lettres aussi divers que Georges Duhamel, Jules Supervielle, Gaston Bachelard, Max Jacob, Maurice Fombeure, Tristan Klingsor, Maurice Carême.
Il est toujours resté en relation avec la Vendée, dont les paysages de plaine, de bocage et de bord de mer furent source d’inspiration pour de nombreux textes.
Il est inhumé à Péault en Vendée.

## Œuvres
- Ce joli temps de demoiselle... (1927)
- Quand la Feuille était verte... (1928)
- L'Arbre et la maison, poèmes – Ed. de l'Oiseau-Mouche (1939).
- Trésor de la Poésie française, Georges Bouquet et Pierre Menanteau, Ed. Sudel, tome I 1950 et tome II 1952.
- Bestiaire pour un enfant poète, poèmes – Ed. de l’Oiseau de feu (1953)
- Vildrac Charles, Georges Bouquet et Pierre Menanteau. Édition Seghers (1959)
- Florilège poétique. Édition Amitié par le Livre (1959)
- Florilège poétique de Franz Hellens. Illustrations de Michel Ciry. Édition Blainville-sur-mer, l'Amitié par le Livre (1963)
- Tapisserie du vent d'ouest. Édition Seghers (1964)
- Images d'André Mage de Fiefmelin, poète baroque. Éditions Rougerie (1965)

- Prix Bordin 1966 de l’Académie française
- Les voyageuses sans billet. Éditions la farandole (1965)
- De chair et de feuilles Édition Seghers (1966)
- La barrière entrouverte. Édition Subervie (1967)
- Suite pour Andersen. Édition rodez Subervie (1972)
- Capitale du souvenir reflets de Paris. Édition Subervie (1973)
- Non, dit le poète Pierre Menanteau et Bernard Jourdan. Éd. l'Amitié par le livre (1974).  (ISBN 2712100042)
- Nouveau trésor de la poésie. Édition Sudel (1974)
- Chansons venues par la fenêtre. Éditions Saint-Germain-des-Prés (1978).  (ISBN 2243006685)
- Quelques poètes poitevins d'aujourd'hui Pierre Menanteau et Guy Valensol. Édition Librairie le Bouquiniste (1978).  (ISBN 2902170076)
- Rivages. Édition J. Grassin (1981)  (ISBN 2705510206)
- Au rendez-vous de l'arc-en-ciel. Éditions de l'Atelier (1989) Collection : Enfance heureuse.  (ISBN 2708222120)
- Ces peintres que j'aime. Édition Soleil natal (1990).  (ISBN 2905270330). Dernier recueil de Pierre Menanteau préfacé par Simonomis
- Le Marchand de sangsues : Roman. Édition Geste UPCP (1996).  (ISBN 2910919188)
- Œuvre poétique : Tome I. Édition SOC & FOC (2002).  (ISBN 291236003X)
- Œuvre poétique, tome II. Édition SOC & FOC (1999).  (ISBN 2912360080)
- Œuvre poétique Tome III : Bestiaire pour un enfant poète, Herbier pour un enfant poète, Légendaire pour un enfant poète. Édition SOC & FOC (2000).  (ISBN 2912360129)
- Œuvre poétique Tome IV : Tapisserie du vent d'ouest, De chair et de feuille, La rose et le tambour. Édition SOC & FOC (2001).  (ISBN 2912360188)
- Œuvre poétique Tome V : Mythologies familières, A l'école du buisson, Suite pour Andersen. Édition SOC & FOC (2004).  (ISBN 2912360250)
- Œuvre poétique Tome VI : Capitale du souvenir, Ricochets, Chansons venues par la fenêtre. Édition SOC & FOC (2004).  (ISBN 2912360307)
- Œuvre poétique Tome VII : Au rendez-vous de l'arc-en-ciel, Les destinées parallèles. Édition SOC & FOC (2006). (ISBN 2912360404)
- Œuvre poétique Tome VIII : Rivages, Fontaines du temps retrouvé, Ces peintres que j'aime. Édition SOC & FOC (2006).  (ISBN 2912360412)